# Fossombrone
Fossombrone là một đô thị ở tỉnh Pesaro và Urbino trong vùng Marche, Ý. Tại thời điểm ngày 28 tháng 2 năm 2009, đô thị này có dân số 9835 người và diện tích là 106 km².

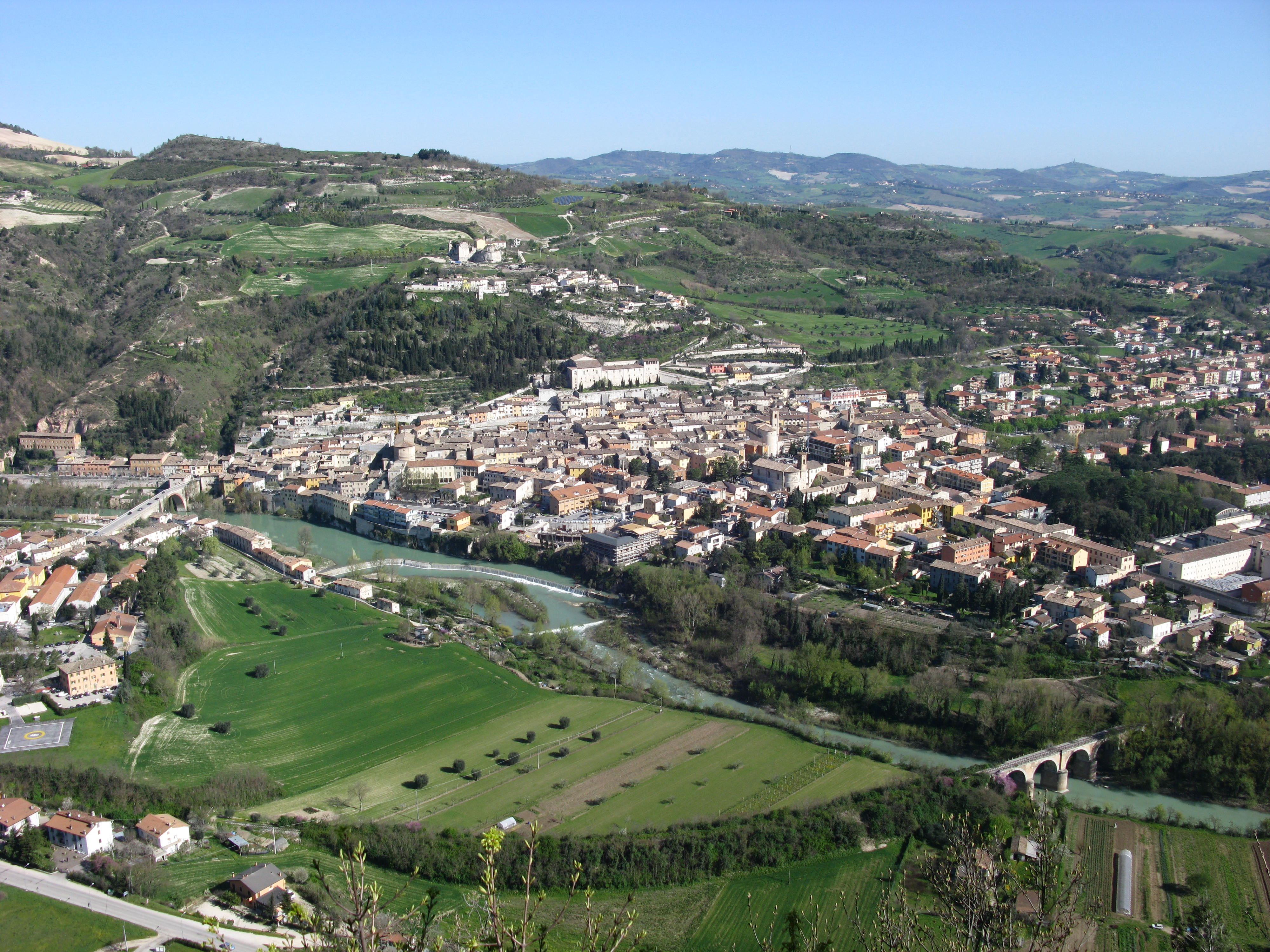
Fossombrone

Maiolo giáp các đô thị sau: Cagli, Fermignano, Fratte Rosa, Isola del Piano, Montefelcino, Pergola, Sant'Ippolito, Urbino.